# Stanley Cooper
Robert Stanley Cooper (Leith, 26 maggio 1883 – 3 maggio 1917) è stato un nuotatore britannico.
Prese parte alle gare di nuoto dei Giochi olimpici intermedi, gareggiando nella gara del 1 miglio stile libero, classificandosi nelle ultime posizioni.
Partecipò anche a due gare di ginnastica, discesa dalla fune, dove si piazzò quindicesimo, scendendo in 17,6 secondi, e il concorso individuale (5 eventi), piazzandosi trentacinquesimo, con 71 punti.